# Li Bing

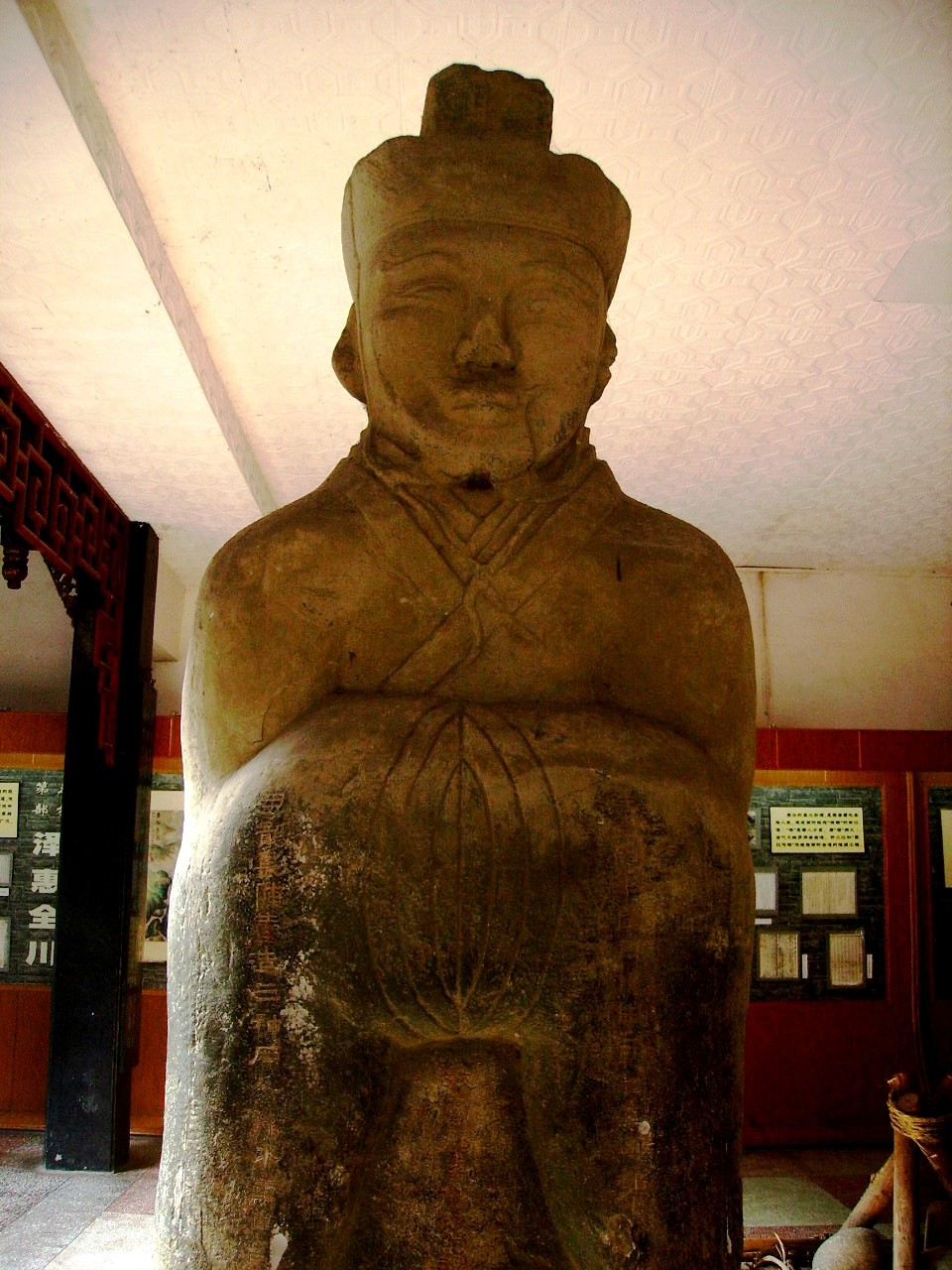
Estàtua de Li Bing al Temple Erwang, Dujiangyan

Li Bing (en xinès 李冰; segle iii aC) fou un administrador i enginyer xinès del període dels Regnes Combatents. Servia l'Estat de Qin com a administrador i esdevingué cèlebre per la seva associació amb Sistema de reg Dujiangyan, la construcció de la qual es diu que va instigar i supervisar. A causa de la importància d'aquest sistema bimil·lenari de reg per a la regió de Sichuan i la zona del riu Yangtze, Li Bing es convertia en una icona cultural xinesa, aclamada com a gran administrador civil i expert en conservació d'aigua. En la mitologia xinesa se'l coneix com el subjugador del Déu de l'aigua i és comparat amb Yu el gran.

## Vida i obra
| «         | Dragui la llera del riu quan l'aigua sigui profunda i construeixi dics baixos quan l'aigua no ho sigui. | » |
| — Li Bing | |   |

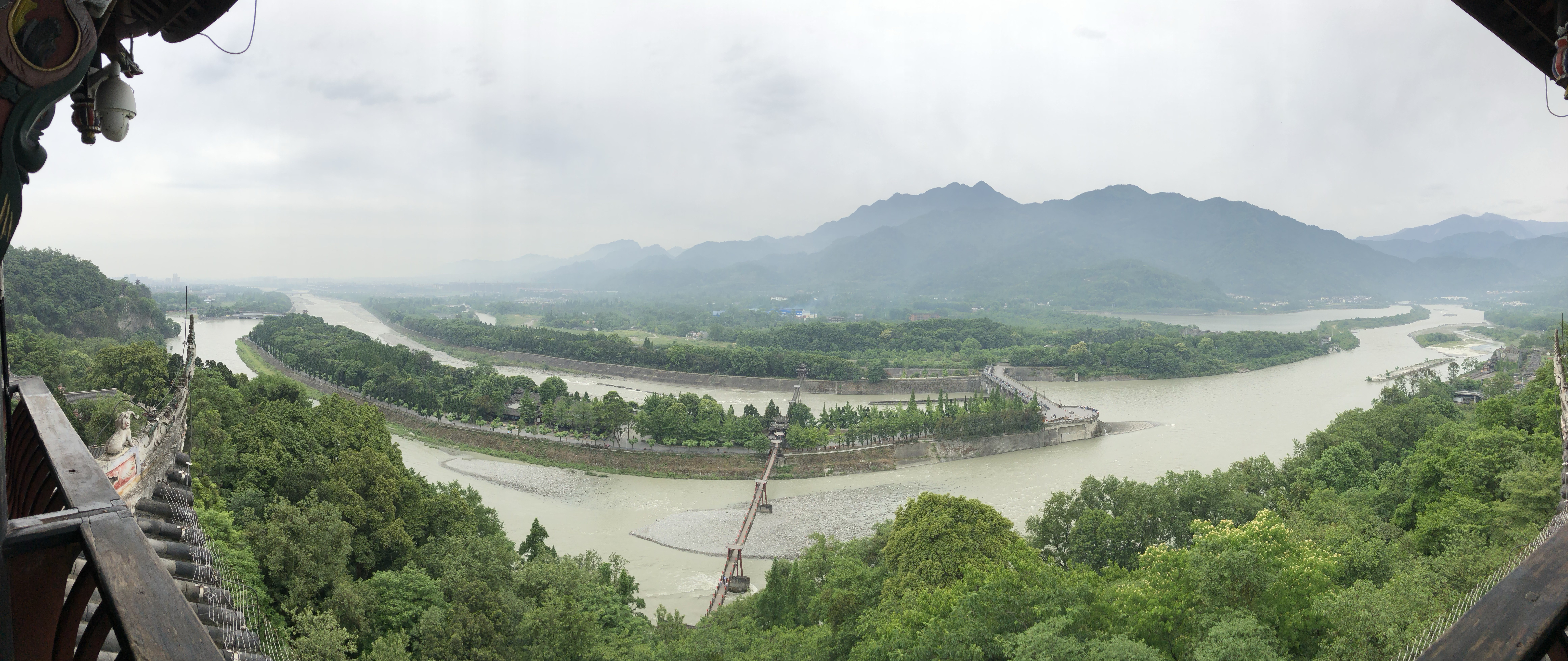
Seccions centrals del Dujiangyan.

Zhaoxiang de Qin (306 – 251 aC) envià Li Bing com a militar i governador civil (shou) a Shu Han, un estat de Sichuan recentment derrotat. Segons el Shiji (llibre també anomenat Memòries de l'Historiador), Li Bing fou assignat com a governador de Shu vers l'any 277 aC. Nogensmenys, els Annals del regne de Huayang, escrits per l'estat de Qin, situen Li Bing a Shu l'any 272 aC. Arribà tan bon punt Zhang Ruo havia acabat amb les rebel·lions i havia anat cap a la ciutat de Yan. Convenientment Zhang Ruo, no abandonà cap ministre. Per això, Li Bing tenia un control complet sobre Shu Han. “Quan arribà a Shu, Li Bing testimonià el patiment de la gent d'allà per freqüents desbordaments del riu Min.” A més a més, la dinastia Qin havia estat enviant els exiliats a l'esmentat estat i el cos militar de Qin necessitava menjar i infraestructures.
Li Bing creà llavors el ”projecte d'obres públiques més gran i més acuradament planejat vist mai arreu de la meitat oriental del continent Euroasiàtic.” Seria anomenat Sistema de Reg de Dujiangyan. (Sage, 149) Va dirigir una anàlisi hidràulica extensiva del Riu Min per tal d'estabilitzar les aigües i evitar la inundació d'edificis, i estudià ampliar-lo fins a Chengdu. Aquesta ampliació seria una via per proporcionar suport militar logístic a les línies d'abastiment de Chengdu. Això fou una pràctica habitual pels administradors de Qin, els quals rutinàriament combinaven els seus projectes agrícoles per a propòsits tant civils com militars. (Ibid) El riu Min fa 735 km de llargada i és el més gran i més llarg de Yangtze.
Li Bing hagué d'enfrontar-se a moltes tasques desencoratjadores i problemàtiques. Primer de tot, l'administració de Qin, tenia més experiència treballant en terres àrides que amb els humits arrossars. A cabal màxim, el riu Min flueix a aproximadament 5.000 o fins i tot 6.000 metres cúbics per segon. Amb menys aigua, això disminueix fins a 500 metres cúbics per segon. (Elvin, 121 edited) Per altra banda, la desviació de l'aigua produïa un efecte positiu al sistema de distribució de terres de Qin, amb arrossars a les planes de Chengdu.
Però això fou tan sols la meitat del problema. L'altra meitat va ser haver de veure-se-les amb la cultura de Shu. Els natius animistes de Shu, creien que el riu Min era una deïtat. Tal com es diu a Shiji, "Sima Qian explica que, com a assignació de l'administrador de Po, una província de Wei, Hsi-men Pao desaconsellava la superstició del poble sobre un casament pel déu del riu, i es castigaren els buròcrates i aristòcrates que s'aprofitaren d'aquestes supersticions" (Chi, 67) Això va ser pràctica habitual dels administradors de la regió. Però Hsi-men Pao no va tenir èxit en el seu propòsit de desprestigiar les supersticions populars. Per això i per tal d'evitar una revolta massiva, Li Bing hagué d'actuar, i aconseguí acabar amb aquesta creença “amb una combinació de tacte i de teatralitat”. (Sage, 150) 
Steven Sage descriu segons Shiji que la primera cosa que feu Li Bing, fou construir un temple en honor de la deïtat del Min. Llavors va oferir les seves pròpies filles com a esposes de la deïtat. Abans d'això, va organitzar un banquet nupcial al voltant del riu. Va oferir un brindis. Però la deïtat, òbviament, no va beure el seu got de vi. Profundament ofès, Li Bing es tragué l'espasa. Aleshores, la gentada veié dos braus (prèviament preparats) lluitant a la vora del riu. Simbòlicament, era la lluita entre Li Bing i la deïtat. Li Bing retornà a l'escena suant i demanant assistència com si es tractés d'una guerra. Un dels ajudants de Bing, corré cap al brau que Li Bing havia assenyalat com a deïtat i el matà. L'esperit del riu quedava subjugat. “Mitjançant el brau, Li Bing havia guanyat.”(Sage 150-151{Shiji, ch.116, xi nan yi lie zhuan, pp 2995-2996.})
“El 268 aC es diu que Li Bing dirigí desenes de milers de treballadors en la fase inicial de construcció del sistema del riu Min.” D'aquesta gent, la majoria eren exiliats de terres conquerides per Qin, així com emprenedors de Qin i sectors de la població local.

## Distinció
A Li Bing li va ser concedit el títol de rei durant la Dinastia Song pels seus èxits, per tot el que havia aconseguit. Això va ser un fet inusual i extraordinari. En molt pocs casos en la història de la Xina, un home no pertanyent a la família reial havia accedit al títol de rei (altres personatges que ho aconseguiren foren Kong Qiu, Guan Yu i Yue Fei).